# Veine testiculaire
Les veines testiculaires transportent le sang désoxygéné depuis les testicules vers la veine cave inférieure ou une de ses tributaires. Ce sont l'équivalent masculin des veines ovariques et la contrepartie des artères testiculaires.

## Structure
Ces veines sont au nombre de deux, chacune desservant un testicule :
- la veine testiculaire droite rejoint généralement la veine cave inférieure
- la veine testiculaire gauche, contrairement à la droite, rejoint la veine rénale gauche

Les veines, en provenance de l'épididyme, sortent par l'arrière du testicule ; elles se rejoignent ensuite et forment un plexus alambiqué appelé plexus veineux pampiniforme qui constitue la majorité du poids du cordon spermatique ; les vaisseaux composant ce plexus sont très nombreux et montent le long du cordon, devant le canal déférent.
Sous l'anneau inguinal superficiel, elles s'unissent pour former trois ou quatre veines qui passent le long du canal inguinal, et, en entrant dans l'abdomen par l'anneau inguinal profond, fusionnent pour former deux veines qui montent le long du muscle psoas major, derrière le péritoine, reposant sur les côtés de l'artère testiculaire interne.
Elles s'unissent pour former une veine unique qui s'ouvre du côté droit pour rejoindre la veine cave inférieure (avec un angle aigu), et du côté gauche sur le veine rénale gauche (avec un angle droit).
Les veines testiculaires comportent des valves.
La veine testiculaire gauche passe derrière le côlon iliaque (en) et de fait est sujette à la pression du contenu de cette partie de l'intestin.

## Pathologie
Comme la veine testiculaire gauche monte jusqu'à la gauche de la veine rénale, le testicule gauche a une plus grande tendance à développer une varicocèle à cause de la gravité influant le colonne de sang de cette veine. De plus la veine rénale gauche passe entre l'aorte abdominale et l'artère mésentérique supérieure, elle est donc souvent compressée par une artère mésentérique supérieure élargie.

## Galerie

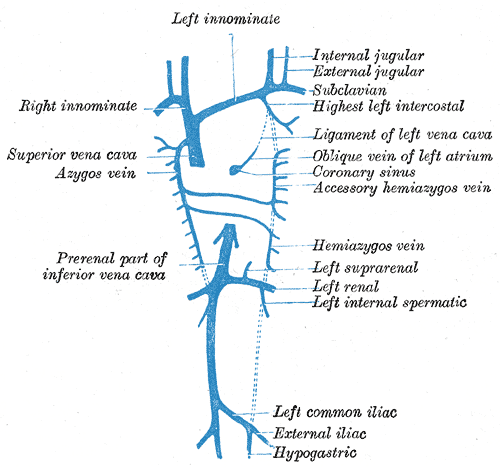
Diagramme montrant la fin du développement des veines pariétales
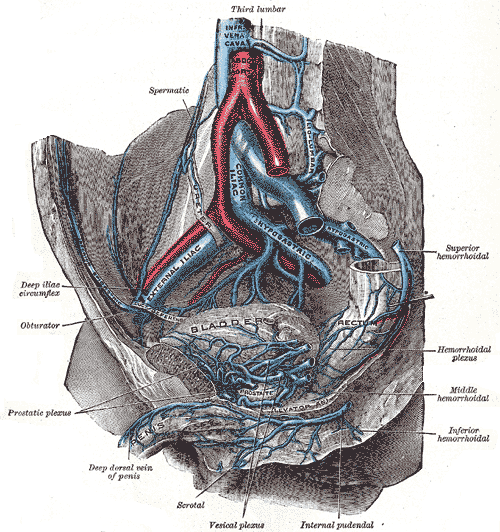
Les veines de la partie droite du pelvis masculin
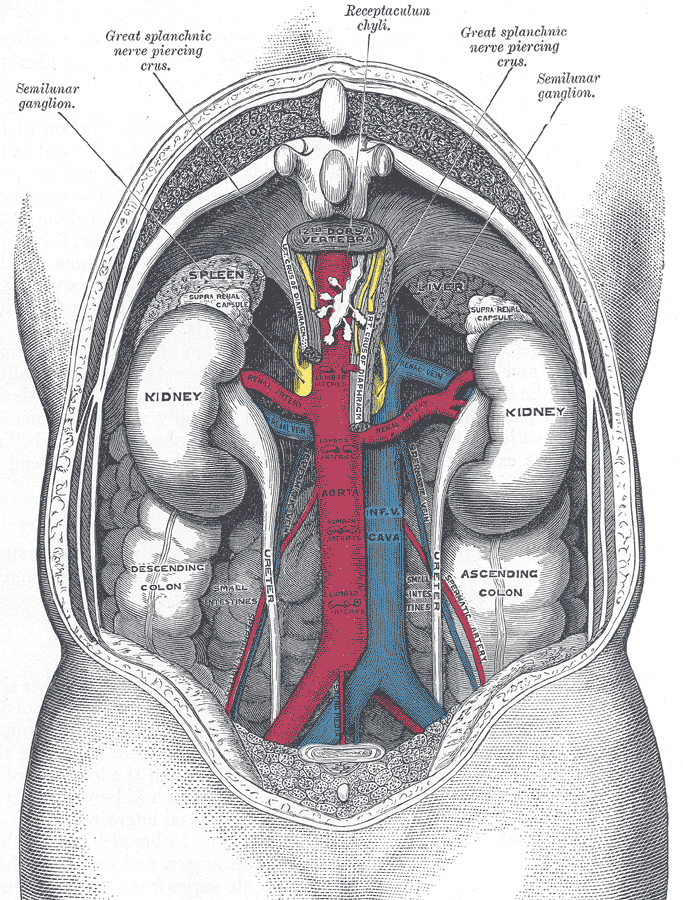
Les relations entre les viscères et les grands vaisseaux de l'abdomen

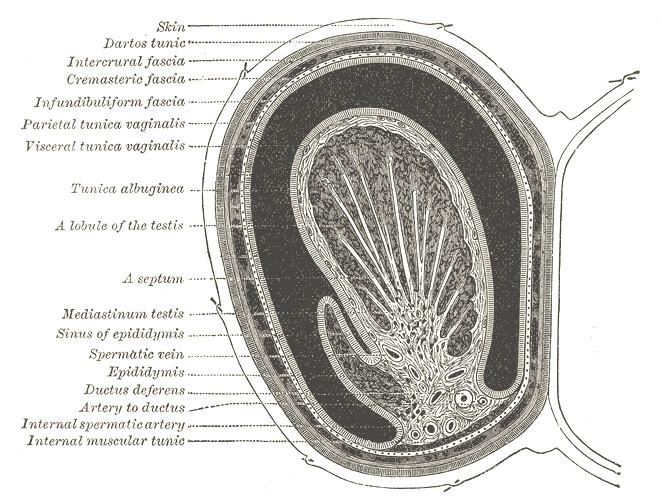
Coupe transverse à travers le côté gauche du scrotum et du testicule gauche
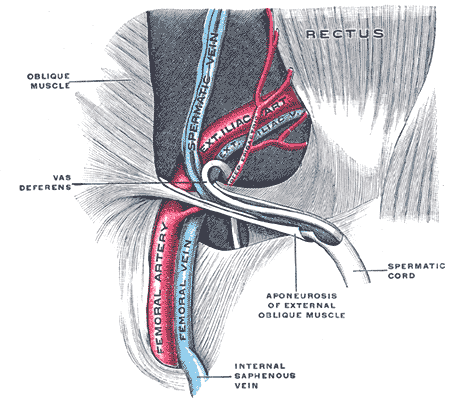
Le cordon spermatique dans le canal inguinal
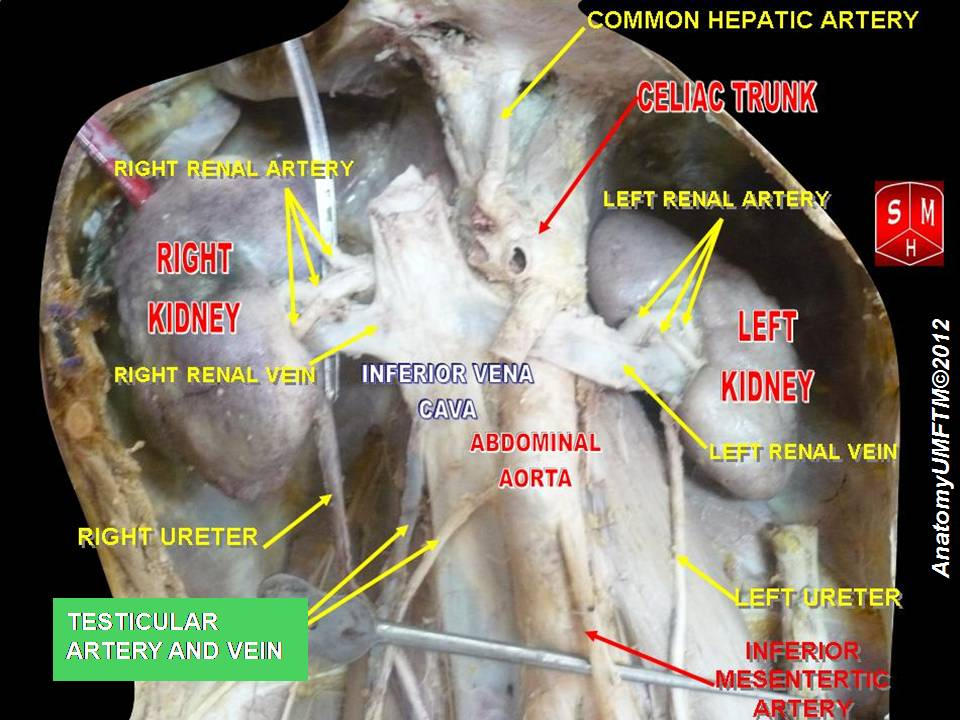
Veine testiculaire